# Dasineura tanaitica
Dasineura tanaitica är en tvåvingeart som beskrevs av Fedotova 1992. Dasineura tanaitica ingår i släktet Dasineura och familjen gallmyggor.
Artens utbredningsområde är Kazakstan. Inga underarter finns listade i Catalogue of Life.